# Trac
Pour les articles homonymes, voir Trac (homonymie).
Le trac est un sentiment d'appréhension irraisonnée avant d'affronter le public, d'entrer en scène. Pour certains comédiens, c'est un stimulant utile qui les aide à jouer sur scène.
« Elle attendait le trac qui ne venait pas. Pourtant tous les bons comédiens l'ont » (Françoise Sagan).